# Bryan Deasley
Bryan Deasley (Kanada, Ontario, Toronto, 1968. november 26. –) kanadai profi jégkorongozó.

## Karrier
Komolyabb karrierjét a University of Michiganen kezdte. Az egyetem csapatban két évet játszott. Az egyetem első éve után draftolta őt a Calgary Flames az 1987-es NHL-drafton az első kör 19. helyén (a National Hockey League-ben sosem játszott). Az egyetem után 1988–1989-ben a kanadai válogatottal járta világot és 54 mérkőzésen viselhette a juharleveles mezt. Még ebben a bajnoki évben bemutatkozott klub szinten a profik között az IHL-es Salt Lake Golden Eaglesben hét rájátszás mérkőzésen. A Salt Lake-i csapatban 1992-ig volt kerettag. Legjobb idényében 45 pontot szerzett. Utolsó profi szezonja 1992–1993 volt, amikor az American Hockey League-es Halifax Citadelsban játszott 37 mérkőzést. Visszavonulása után folytatta az egyetemi tanulmányait és megszerezte sport menedzser és kommunikációs diplomáját. Ezután 15 évig játékos ügynök volt.